# John De Mott

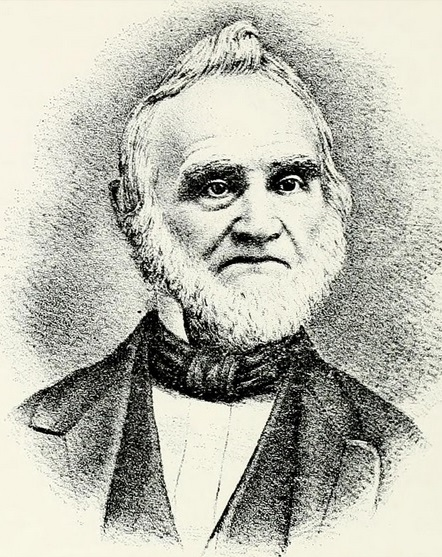
John De Mott

John De Mott (* 7. Oktober 1790 in Readington, New Jersey; † 31. Juli 1870 in Lodi, New York) war ein US-amerikanischer Politiker. Zwischen 1845 und 1847 vertrat er den Bundesstaat New York im US-Repräsentantenhaus.

## Werdegang
John De Mott wurde ungefähr sieben Jahre nach dem Ende des Unabhängigkeitskrieges im Hunterdon County geboren. Die Familie zog 1793 nach Herkimer County und ließ sich in dem, was heute Teil der Town von Lodi im Seneca County ist. Dort besuchte er Gemeinschaftsschulen. Er verfolgte eine akademische Laufbahn. Daneben bekleidete er den Dienstgrad eines Generalmajors in der 38. Brigade der Miliz von New York. Er war 1823 und 1824 Supervisor in der Town von Covert und 1826, 1827, 1829 und 1830 in der Town von Lodi. De Mott ging in Lodi mehr als 40 Jahre lang kaufmännischen Geschäften nach. Er saß 1833 in der New York State Assembly. Politisch gehörte er der Demokratischen Partei an.
1840 kandidierte er erfolglos für den 27. Kongress. Bei den Kongresswahlen des Jahres 1844 für den 29. Kongress wurde er im 27. Wahlbezirk von New York in das US-Repräsentantenhaus in Washington, D.C. gewählt, wo er am 4. März 1845 die Nachfolge von Byram Green antrat. Da er auf eine erneute Kandidatur 1846 verzichtete, schied er nach dem 3. März 1847 aus dem Kongress aus.
Nach seiner Kongresszeit ging er seinen früheren Geschäftsaktivitäten nach, war aber auch im Bankenwesen tätig. Er verstarb ungefähr fünf Jahre nach dem Ende des Bürgerkrieges in Lodi. Sein Leichnam wurde auf dem Evergreen Cemetery in Ovid beigesetzt.